# San Pedro de Ceque (kommunhuvudort)
San Pedro de Ceque är en kommunhuvudort i Spanien.   Den ligger i provinsen Provincia de Zamora och regionen Kastilien och Leon, i den nordvästra delen av landet, 270 km nordväst om huvudstaden Madrid. San Pedro de Ceque ligger 760 meter över havet och antalet invånare är 636.
Terrängen runt San Pedro de Ceque är platt. Runt San Pedro de Ceque är det glesbefolkat, med 11 invånare per kvadratkilometer. Närmaste större samhälle är Santibáñez de Vidriales, 5,8 km nordost om San Pedro de Ceque. 